# Кресты (полустанция)
Кресты — бывшая полустанция Царскосельской железной дороги расположенная на пересечении в одном уровне с соединительной линией между Николаевской и СПб-Варшавской железных дорог. Расположение примерно соответствует створу современной улицы Емельянова.

## История
С увеличением движения поездов на Царскосельской железной дороге пересечение грузовых поездов, проходящих по соединительной линии, создавало опасность и неудобство для движения пассажирских поездов. В связи с этим было решено построить грузовую полустанцию для планомерного движения грузовых поездов, а также их сортировки, так как вагоны отправлялись на грузовой двор Варшавского вокзала и обратно по нескольку единиц. Полустанция Кресты была устроена в 1869 гг. по распоряжению министра путей сообщения и за счёт Главного общества российских железных дорог.
Это было одной из ключевых вех развития грузового железнодорожного транспорта в России, начальным этапом развития сетевой организации железнодорожных линий — до этого магистральные линии были обособленными и в первую очередь пассажирскими, Соединительная линия в 1854 году соединила первые две из них в России, а полустанция Кресты стала первой сетевой станцией без пассажирской функциональности. Развитие грузовой сети выражало начало переориентации экономики с речных внутренних перевозок на железнодорожные (Вторая промышленная революция). Грузопотоки на Николаевской и Варшавской дорогах возросли настолько, что потребовалось перемещение грузовых вагонов между ними внутри портового Петербурга (впоследствии Соединительная линия будет продлена в порт как Путиловская). Царскосельская же дорога, которая пересекалась с Соединительной линией в одном уровне путём глухого пересечения, не была грузовой, была очень короткой и имела иную ширину колеи.
Станция проработала до 1881 года, когда после постройки новой части соединительной линии в разных уровнях необходимость в ней отпала. В 1886 году полустанция Кресты была разобрана вместе с северной частью соединительной линии (где линия делала нехарактерный изгиб, обходя территорию «ракетного полигона»). Впоследствии функции распределения грузопотоков перешли к станции Волковская, на пересечении линий в разных уровнях был устроен путевой пост Воздухоплавательный Парк.
|  |  |